# José María Ramírez Casillas
Ernesto José María Ramírez Casillas conocido como José María Casillas (Jalostotitlán, Jalisco, 7 de noviembre de 1889-San Juan de los Lagos, Jalisco, 28 de noviembre de 1935) fue un campesino y militar mexicano que participó en la Primer ySegunda Guerra Cristera. 
Durante su carrera militar alcanzó el grado de teniente coronel en el Ejército Cristero.

## Biografía

### Primeros años
Nació en la Hacienda de Labor en 1890. A pesar de no cursar estudios más allá de la instrucción primaria en la escuela parroquial de Jalostotitlán, durante su juventud se dedicó a la agricultura. En dos ocasiones, siendo aún joven, emigró a Estados Unidos. Al regresar a su pueblo natal, contrajo matrimonio y se estableció en un rancho de su propiedad llamado Vallarta, dedicándose nuevamente a la actividad agrícola. En marzo de 1927, viajó a Guadalajara, donde él y su hermano Salvador entraron en contacto con los principales líderes cristeros, estableciendo algunos compromisos con ellos. Ese mismo año, regresó a los Estados Unidos

## Carrera militar

### Guerra Cristera
Después de su regreso, se unió al Ejército Cristero, extendiendo su acción a los municipios de Teocaltiche, San Juan de los Lagos, San Miguel el Alto, Valle de Guadalupe, Cañadas y Jalostotitlán, que fungió como sede de su cuartel general. Posteriormente, se integró al Regimiento Gómez Loza. En los primeros meses de la guerra, participó en un enfrentamiento contra el militar Miguel Z. Martínez cerca de Valle de Guadalupe. Desempeñando funciones clave en operaciones de inteligencia y espionaje.
Hacia mediados de 1927, contribuyó a los generales cristeros Enrique Gorostieta Velarde y Aristeo Pedroza en la toma de San Juan de los Lagos. Su profundo conocimiento del terreno fue fundamental para la victoria cristera, resultando en la baja de 16 efectivos federales. El 10 de enero de 1928, lideró un ataque sorpresa en Jalostitlán, distribuyendo a sus soldados en patrullas mientras él, acompañado por ocho de sus mejores hombres, asaltó un cuartel improvisado del ejército, resultando en la muerte de todos los soldados presentes. Después de los arreglos de 1929, se amnistió en Jalostitlán. Su actividad en este municipio fue intensa, realizando numerosas ofensivas y cortando servicios de comunicación, dejando al pueblo incomunicado del ejército federal. Participó en otros combates en San Francisco y el Potrero del Pato

### Segunda Guerra Cristera
Motivado por desacuerdos con la implementación de la Educación Socialista por parte del presidente Lázaro Cárdenas, decidió levantarse nuevamente en armas, dando inicio a una nueva guerrilla en el mismo territorio que durante la primera Guerra Cristera. Aunque en esta ocasión contó con menos apoyo popular. El 27 de noviembre de 1935, él y sus 40 hombres fueron emboscados por tres columnas federales. La emboscada desencadenó una intensa persecución en los alrededores de la Barranca de San Antonio. Ramírez Casillas resultó herido durante el enfrentamiento y, falleció un día después a causa de las heridas sufridas.